# Große Synagoge von Aden

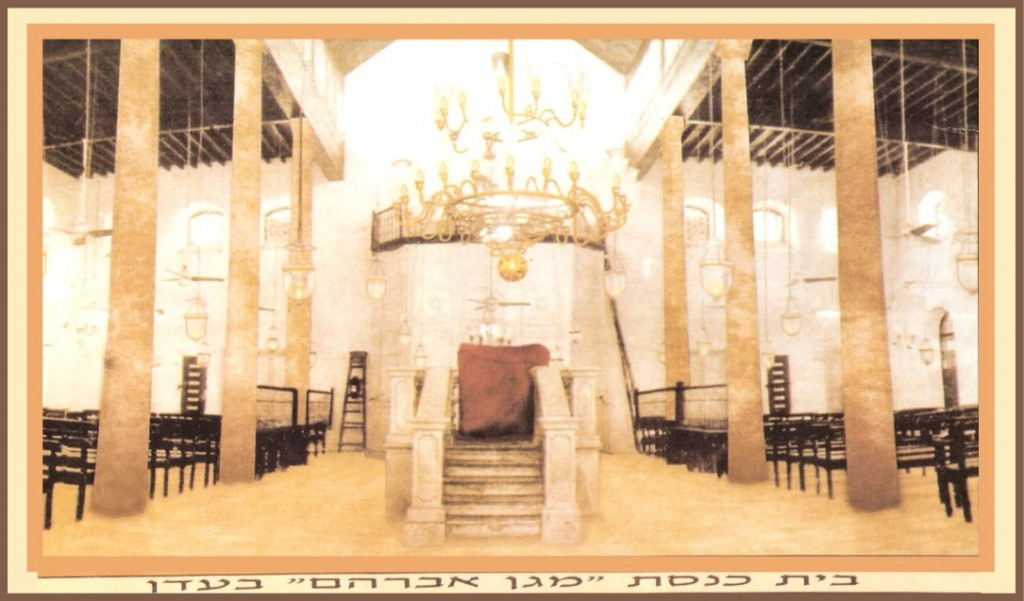
Synagoge „Schild des Abraham“

Die Schild-des-Abraham-Synagoge (hebräisch בית הכנסת מגן אברהם Beth HaKenesset Magen Abraham, arabisch كنيس ماغين أبراهام, DMG Kanīs Māġīn Abrāhām) oder auch Große Synagoge war eine historische Synagoge der jüdischen Gemeinschaft in der jemenitischen Stadt Aden. Sie war eines der wertvollsten Bauwerke im ehemaligen jüdischen Viertel der Altstadt, wurde jedoch bei antisemitischen Ausschreitungen gegen die jüdische Gemeinde drei Tage nach dem UN-Teilungsplan für Palästina im Jahre 1947 von Moslems zerstört und bis heute nicht mehr rekonstruiert.
Das Gotteshaus wurde im Jahre 1858 errichtet und hatte Platz für 2000 Betende. Es war den orthodoxen Juden zugehörig und folgte dem jemenitischen Ritus. Der Reisende Heinrich von Maltzan erwähnte die Pracht der Synagoge der zu seiner Zeit 2000 Köpfe zählenden jüdischen Gemeinde Adens, in der auch Schabbat-Gottesdienste abgehalten wurden. Die Bima und die zu ihr führenden sieben Treppenstufen waren aus weiß poliertem Marmor, der Boden war im Schachbrettmuster aus schwarzem Alabaster und weißen Marmor. Im für seine Größe bekannten Toraschrein lagen neben den Torarollen auch Kronen und Granatäpfel aus Gold und Silber. Das Dach wurde von acht Holzsäulen gestützt, die 40 Fuß hoch waren. Die Synagoge hatte Bleiglasfenster, die optische Gitter von Farben erzeugten. Der getrennte Bereich für Frauen hatte 200 Plätze, südlich der Synagoge war auch eine Mikwe angebaut.
Die Zerstörung durch einen Mob moslemischer Anwohner im Zuge der blutigen Judenvertreibungen im Jahre 1947 konnte die britische Kronkolonialverwaltung nicht verhindern.